# Green Bay (lago Michigan)
Green Bay è un'ampia baia del lago Michigan situata lungo la parte sud-orientale della costa della Penisola superiore e nella parte orientale dello Stato del Wisconsin. Due lunghe penisole separano la baia dal lago Michigan, la penisola di Door in Wisconsin e la penisola di Garden nel Michigan. Su di essa si affacciano sette contee, cinque del Wisconsin (Contea di Brown, Contea di Door, Contea di Kewaunee, Contea di Marinette, Contea di Oconto) e due del Michigan (Contea di Delta, Contea di Menominee).
Nella parte meridionale, in corrispondenza dell'estuario del fiume Fox si trova la città di Green Bay. Nel suo complesso la baia è lunga circa 190 km e la sua larghezza varia dai 16 ai 32 km.

## Storia
Le città di Oconto e Green Bay, sono sede del Parco statale dell'età del Rame, che contiene reperti risalenti al periodo 5000-6000 a.C. È zona sepolcrale degli indiani dell'età del rame. Essa è considerata la più antica zona sepolcrale del Wisconsin e una delle più antiche dell'intera nazione.
Il gesuita francese, sacerdote, e missionario cattolico, padre Claude-Jean Allouez, disse la prima Messa a Oconto il 3 dicembre 1669.
La baia fu chiamata la baie des Puants (it.=la baia dei puzzolenti) dall'esploratore francese Jean Nicolet, come indicato in numerose mappe francesi del XVII e del XVIII secolo. Secondo George R. Stewart, i francesi ripresero il nome dalle loro guide indiane, che chiamavano i nativi abitanti vicino a Green Bay con un termine dispregiativo che significava "puzzolente", da cui il nome di "baia dei puzzolenti". Ma il francese Jacques Marquette pensa che il nome si riferisca all'odore di palude, percepito mentre esplorava la zona nel 1673. I Francesi chiamarono la baia anche Baie Verte (baia verde) e gli Inglesi trassero da questo il nome di Green Bay.